# Powiat Militsch

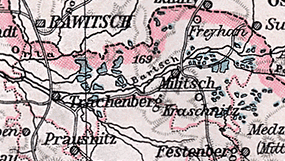
Powiat Militsch

Powiat Militsch (niem. Kreis Militsch, pol. powiat milicki) – niemiecki powiat istniejący w okresie od 1742 do 1945 r. na terenie Śląska.
Po podziale prowincji Śląsk w 1816 r. powiat Militsch włączono do rejencji wrocławskiej. Powiat był często określany również jako powiat Militsch-Trachenberg. W 1919 r. prowincję podzielono i powiat trafił do prowincji Dolny Śląsk, ale w 1938 r. prowincje połączono i powiat wrócił do prowincji Śląsk. W 1939 r. Kreis Militsch przemianowano na Landkreis Militsch. W 1941 r. prowincję ponownie podzielono i powiat znów trafił do prowincji Dolny Śląsk. W 1945 r. terytorium powiatu zajęła Armia Czerwona, i znalazł się on pod administracją polską.
W 1910 r. powiat obejmował 250 gmin o powierzchni 932,78 km² zamieszkanych przez 47.679 osób.